# Broad-Based Black Economic Empowerment
Broad-Based Black Economic Empowerment (kurz B-BBEE oder BBBEE; deutsch etwa „Breit angelegte wirtschaftliche Stärkung von Schwarzen“) ist ein Affirmative-Action-Programm zur Erreichung der wirtschaftlichen Chancengleichheit von vormals benachteiligten Bürgern in Südafrika. Es wurde 2003 unter dem kürzeren Namen Black Economic Empowerment (BEE) begonnen und mehrmals modifiziert. Entgegen seinem Namen sieht es auch die Förderung von Coloureds und Indern vor.

## Geschichte
Im Zuge der jahrzehntelangen Apartheid gab es in Südafrika ein großes Wohlstandsgefälle zwischen den weißen Südafrikanern einerseits und Schwarzen, Coloureds und Indern andererseits. 1994 übernahm der African National Congress (ANC) die Regierung und beendete damit diese Epoche. Eines der wichtigsten Ziele des ANC war eine gerechtere Chancenverteilung, unabhängig von der Zugehörigkeit zu einer Bevölkerungsgruppe. Trotz der rechtlichen Gleichstellung aller südafrikanischen Staatsbürger konnte dieses Ziel nicht erreicht werden. 1995 wurde daher der Labour Relations Act erlassen, 1998 der Employment Equity Act, die relativ wirkungsarm blieben. Im Jahr 2001 wurde ein Kommissionsbericht vorgelegt, der den bisher benachteiligten Schwarzen, Coloureds und Indern zu besseren Chancen in der Wirtschaft verhelfen sollte. Mit dem Broad-Based Black Economic Empowerment Act von 2003 wurde das Programm gestartet. Gleichzeitig wurde das beratende Black Economy Empowerment Advisory Council mit dem südafrikanischen Präsidenten an der Spitze gegründet. 2005 wurden codes of good practice (etwa: „Durchführungsbestimmungen“) eingeführt. Es wurde jedoch festgestellt, dass nur eine Minderheit von dem Programm profitierte.
2007 trat eine modifizierte Version in Kraft, das die Zahl der Nutznießer erhöhen sollte. 2013 wurde das Gesetz durch den Broad-based Black Economic Empowerment Amendment Act novelliert; die Änderungen traten 2014 in Kraft.
Die meisten großen, börsenorientierten Unternehmen des Landes haben das Programm zu großen Teilen umgesetzt.

## Ziele
B-BBEE soll die Chancengleichheit in der Arbeitswelt und bei der Ausbildungsförderung gewährleisten, zur Schaffung von Eigentum von bisher Benachteiligten beitragen und Vorrang für bestimmte Gruppen bei der Besetzung von Führungspositionen bewirken.

“Broad-Based Black Economic Empowerment (B-BBEE) aims to ensure that the economy is structured and transformed to enable the meaningful participation of the majority of its citizens and to further create capacity within the broader economic landscape at all levels through skills development, employment equity, socio economic development, preferential procurement, enterprise development, especially small and medium enterprises, promoting the entry of black entrepreneurs into the mainstream of economic activity, and the advancement of co-operatives.”

„B-BBEE versucht sicherzustellen, dass die Wirtschaft strukturiert und verändert ist, um die sinnvolle Teilhabe der Mehrheit der Bürger zu ermöglichen und weiterhin auf allen Stufen Raum innerhalb der weitergefassten ökonomischen Landschaft zu schaffen durch berufliche Fortbildung, durch Gleichheit bei der Anstellung, durch sozioökomische Entwicklung, bevorzugte Auftragsvergabe, Unternehmensentwicklung – besonders von kleinen und mittleren Unternehmen – um den Eintritt von schwarzen Unternehmern in den Mainstream der wirtschaftlichen Aktivität zu fördern, sowie die Weiterentwicklung von Kooperativen.“

## Bestimmungen seit 2014
Zum Broad-Based Black Economic Empowerment gehören neben dem entsprechenden Gesetz codes of good practice (etwa: „Durchführungsbestimmungen“), transformation charters (etwa: „Umwandlungsvereinbarungen“), sector charters (etwa: „Sektorvereinbarungen“) und scorecards („Punktekarten“). Zuständig ist das Department of Trade and Industry (etwa: „Wirtschaftsministerium“).
Bei öffentlichen Ausschreibungen und von staatlichen Institutionen müssen die Vorgaben des B-BBEE erfüllt werden. Privatunternehmen werden von öffentlichen Auftragsvergaben und Lizenzerteilungen ausgeschlossen, wenn sie die Vorgaben nicht erfüllen.
Es wird unterschieden nach großen Unternehmen (mit mindestens 50 Millionen Rand Jahresumsatz; large enterprises), mittelgroßen (small qualifying enterprises) und Kleinunternehmen (exempted micro-enterprises, unter zehn Millionen Rand Jahresumsatz). Größere Unternehmen müssen strengere Vorgaben erfüllen. Start-up enterprises haben im ersten Jahr ihres Bestehens den Status eines Kleinunternehmens. Die Regeln gelten auch für ausländische Investoren.
Eine scorecard mit maximal 105 Punkten in fünf Kriterien entscheidet über die Zuteilung eines level, im optimalen Fall Level 1. Die Kriterien sind:
- Schaffung von Eigentum, 25 Punkte
- Kompetenzentwicklung, 20 Punkte
- Unternehmens- und Zuliefererentwicklung, 40 Punkte
- Management-Steuerung, 15 Punkte
- sozioökonomische Entwicklung,[4] 5 Punkte[6]

Dabei ist für große Unternehmen die ersten drei Kriterien ein Anteil von 40 % der maximalen Punktzahl erforderlich, um nicht um ein Level heruntergestuft zu werden. Für mittelgroße Unternehmen gilt dies für das erste und eines der beiden folgenden Kriterien.
Es gibt acht Level. Als Ergebnis wird je nach Level ein recognition level („Anerkennungsstufe“) in Form einer Prozentangabe festgelegt, die 100 % übersteigen kann und in Level 8 zehn Prozent beträgt. Ein Unternehmen, das weniger als 40 % auf seiner scorecard erzielt, wird als „nicht anerkennungsfähig“ eingestuft.
Unternehmen, die zu 100 % bzw. mindestens 51 % Schwarzen, Coloureds oder indischen südafrikanischen Staatsbürgern gehören und zu den mittelgroßen oder Kleinunternehmen zählen, werden auf der scorecard generell in Level 1 bzw. 2 eingestuft.
Das Unternehmen muss anhand von Dokumenten seinen Status nachweisen. Die Punktwerte werden aufgrund eines umfangreichen Formelwerkes ermittelt. Dabei gibt es Zusatzpunkte, wenn weibliche, behinderte, jugendliche oder im ländlichen Raum lebende Schwarze, Coloureds oder Inder gefördert werden.
Im Juni 2017 wurden eine neue „Charta“ für südafrikanische Bergbauunternehmen erlassen. Demnach müssen binnen eines Jahres mindestens 30 % der Anteilseigner (bis dahin 26 %), 50 % der Exekutivdirektoren und 60 % des Senior Management Schwarze sein.

## Kritik
Allgemein wird kritisiert, dass die Förderung nicht nach Qualifikation und Erfahrung erfolge. So habe das Programm zu einem brain drain hochqualifizierter Weißer geführt. Der frühere Erzbischof Desmond Tutu bemängelte im Jahr 2004, dass nur eine kleine, schwarze Elite gefördert würde, während Millionen Südafrikaner weiterhin in Armut lebten. Auch der südafrikanische Publizist Moeletsi Mbeki äußerte sich 2009 entsprechend und kritisierte, dass mit dem Gesetz ein „schwarzer Kapitalismus“ gefördert würde. Die Democratic Alliance bemängelte 2015, dass durch Änderungen an den Scorecards die Förderung noch weniger als bisher „auf breiter Basis“ erfolgen würde.